# Ataraxia
Se denomina ataraxia (del griego ἀταραξία, «ausencia de turbación») a la disposición del ánimo propuesta por Demócrito y desarrollada por los epicúreos, estoicos y escépticos, gracias a la cual una persona, mediante la disminución de la intensidad de pasiones y deseos que puedan alterar el equilibrio mental y corporal, y la fortaleza frente a la adversidad, alcanza dicho equilibrio y finalmente la felicidad, que es el fin de estas tres corrientes filosóficas. La ataraxia es, por tanto, tranquilidad, serenidad e imperturbabilidad en relación con el alma, la razón y los sentimientos.
Bajo ese mismo concepto vemos que Epicuro hablaba de la aponía como la ausencia de dolor y que por tanto lograr una parte de la felicidad implicaba evitar el dolor y mantener la tranquilidad.

## Epicureísmo
Según Epicuro, existen dos clases de deseos: los naturales necesarios, relacionados con la supervivencia, y los no naturales no necesarios, que provienen de la cultura, política y vida social. La satisfacción de los deseos es lo que produciría placer, el cual a su vez, para los epicúreos es lo que conduce a la felicidad, sin embargo, existen placeres que conducen a un dolor mayor que el placer inicial, estos placeres producen intranquilidad y deben ser evitados por la razón, ya que alejan de la "ataraxia". La filosofía es una vía hacia la ataraxia, ya que esta es considerada también: «la tranquilidad espiritual propia del sabio que distingue los deseos naturales de los que no lo son y es capaz de alejarse de aquello que es vano». Epicuro menciona también que ese estado de tranquilidad o ataraxia puede llegar a verse afectado debido a la consideración del miedo ya que siempre nos vemos afectados por temas como el miedo a la muerte, pero que al tener un estado de tranquilidad podemos sobrellevar la situación y que por tanto la ataraxia es imprescindible del miedo.
Las clases están divididas en:
1. Los placeres naturales y necesarios: solo los placeres que tienen que ver con la vida de las personas.
2. Los placeres naturales pero no necesarios: son todos los placeres que constituyen las variaciones superfluas de los placeres naturales (comer bien, vestir bien, etc.)
3. Los placeres no naturales y no necesarios: son todos los placeres vanos, nacidos en las vanas opiniones de las personas (deseo de poder, honor, etc). Estos placeres no quitan dolores del cuerpo, siempre llevan problemas al alma.

La ataraxia también es entendida por Epicuro como la imperturbabilidad del alma, una característica posible de alcanzar eliminando los miedos que puedan alejar al individuo de un estado de paz en el alma. De esta manera resulta útil el concepto de Tetrafármaco, usado de manera figurativa y alegórica por los epicúreos. Al ser concebido como una herramienta que ayuda a evadir y eliminar ciertos temores que puedan alterar la felicidad del ser, es casi una guía para curar el alma y liberarla de perturbación.

## Estoicismo
El estoicismo fue la última gran escuela de filosofía griega en ser fundada, y continuó existiendo hasta que en el año 529 d. C. el emperador Justiniano clausuró la Escuela de Atenas.
La vía para llegar a la felicidad es la ataraxia; es decir, la ausencia de trastornos del alma y la serenidad. Asumen una concepción materialista de la naturaleza, siguieron a Heráclito en la creencia de que la sustancia primera se halla en el fuego y en la veneración del logos; que identificaban con la energía, la ley, la razón, y la providencia encontradas en la naturaleza.
Para el estoicismo, la ataraxia consiste principalmente en adecuar los deseos propios a la racionalidad de la naturaleza (logos), aprendiendo a diferenciar las cosas que dependen de la propia persona de las que son independientes de ella. Es importante alcanzar la libertad y la tranquilidad sin preocuparse de las comodidades materiales, la fortuna externa, y dedicándose a una vida guiada por los principios de la razón y la virtud. Para encontrar la ataraxia, también es necesario eliminar los miedos a los dioses y a la muerte, así como no quejarse por las inclemencias del devenir.

## Escepticismo
Desde el escepticismo, corriente de la filosofía helenística que sostenía que no era posible afirmar ni negar nada, la ataraxia es vista como una consecuencia causal de la suspensión del juicio o epojé.

## Séneca
Para Séneca la Ataraxia es el estado de tranquilidad que puede llegar un ser humano por medio de la razón, lo que implica la ausencia del miedo y la tranquilidad antes que hacer lo que es correcto o debido. 
Para Séneca el estado de ataraxia no es disfrutar de todos los placeres espirituales y materiales, sino que es vivir con la menor cantidad de placeres que afecten la razón.